# Подошвенные бородавки

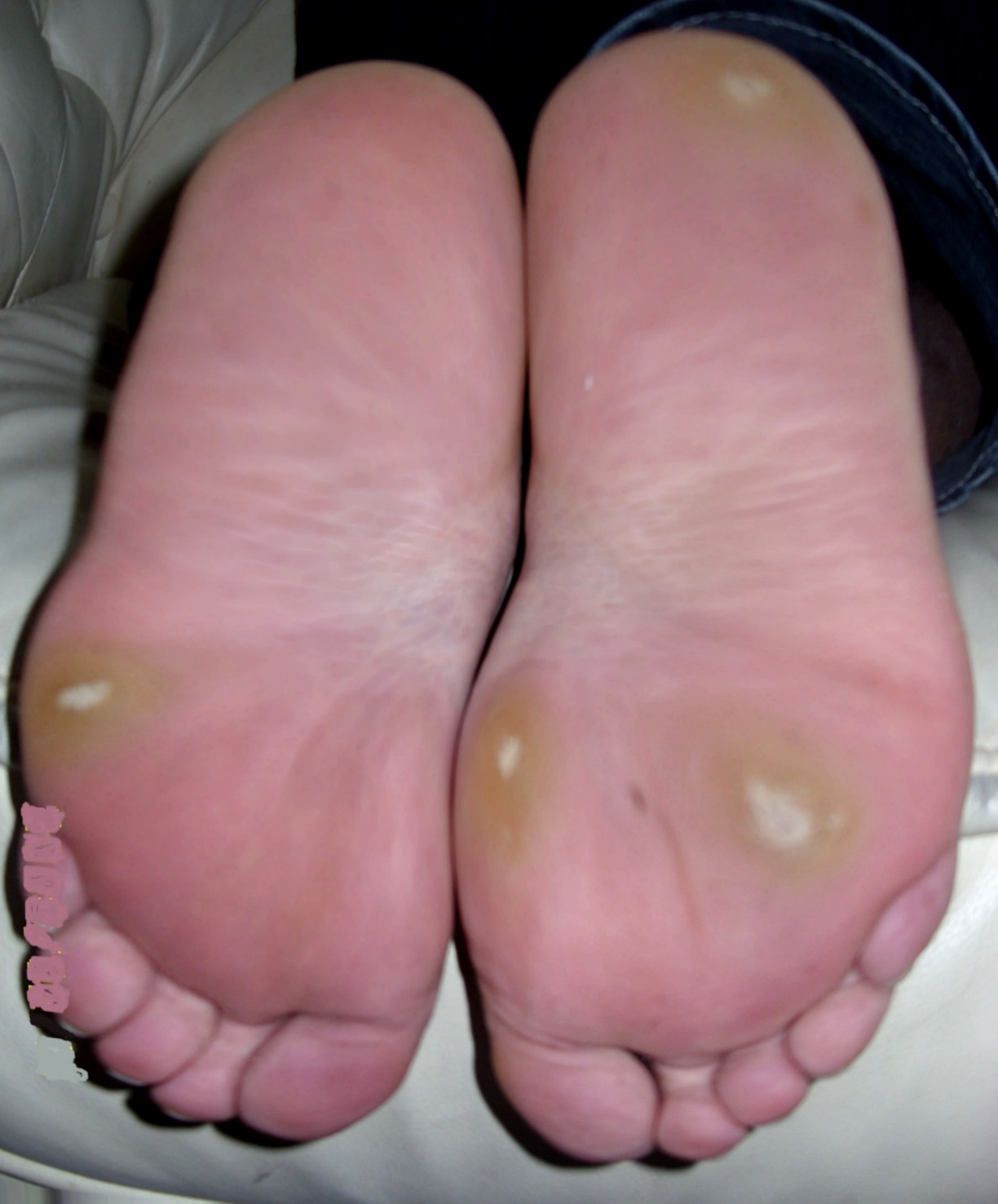
Очень болезненные глубокие бородавки на подошвах стоп

Подо́швенные борода́вки (лат. Verruca plantaris) — бородавки, вызванные вирусами папилломы человека (ВПЧ), которые появляются на подошве или пальцах ног (инфекции ВПЧ в других местах не являются подошвенными). Распространённая проблема, часто наблюдаемая дерматологами.
Диагностика заболевания обычно проста, но лечение является трудным и длительным. Подошвенные бородавки могут проходить сами (средний уровень выздоровления составляет 27 % в течение 15 недель), однако лечение рекомендуется для ослабления симптомов, уменьшения продолжительности и сокращения риска заражения окружающих.

## Этиология
Подошвенные бородавки — это доброкачественные опухоли эпителия, вызванные папилломавирусом человека, которого, в свою очередь, выявлено более 118 типов. Каждый подтип может иметь предпочтение определённым областям тела. Например, подошвенные бородавки чаще вызваны папилломавирусами подтипов 1, 2, 4, 27 и 57, в то время как аногенитальные бородавки чаще вызваны вирусами подтипов 6 и 11. Папилломавирус передаётся при прямом кожном контакте, в том числе от человека к человеку, а также может быть приобретён при ходьбе босиком по загрязнённым поверхностям, таким как общественные санузлы, раздевалки, или грязная земля. Вирус может жить несколько месяцев без носителя, что делает его крайне заразным. Вирус атакует кожу во время прямого контакта, проникая через возможные крохотные порезы и ссадины в роговом слое (внешнем слое кожи). После заражения бородавки могут проявиться лишь через несколько недель или месяцев. Из-за давления на ступню и пальцы бородавка может быть вдавлена внутрь, а над ней может нарасти роговой слой. Подошвенные бородавки могут причинять боль, если их не вылечить. Бородавки могут распространяться через аутоинокуляцию, заражая находящуюся вокруг кожу. Таким образом они могут объединяться и образовывать мозаичные кластеры.
С возрастом у людей вырабатывается иммунитет, поэтому инфекция чаще встречается у детей, чем у взрослых.

## Диагностика

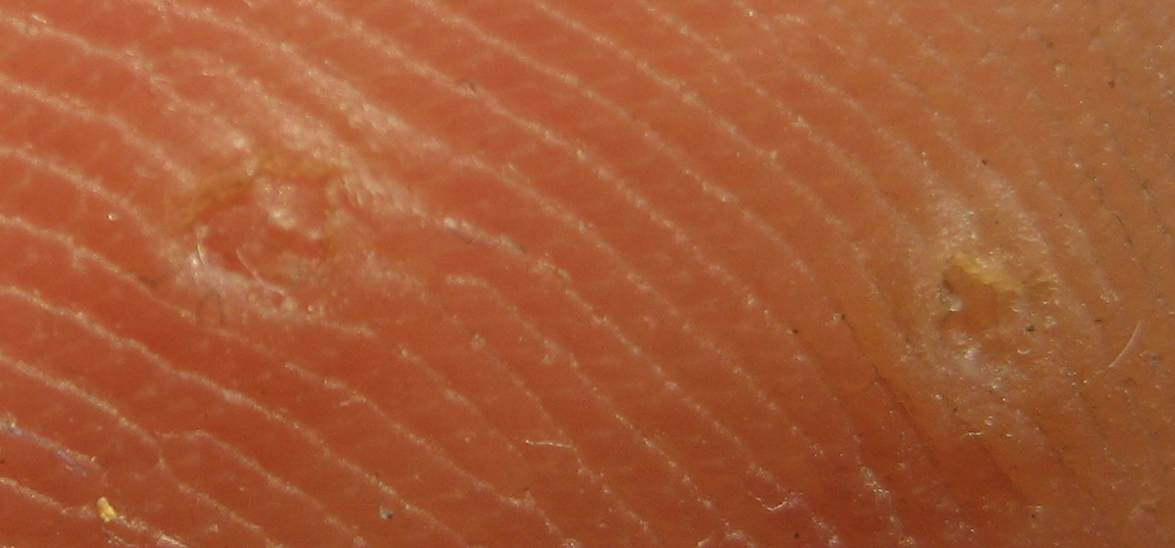
Подошвенные бородавки в начальной стадии развития

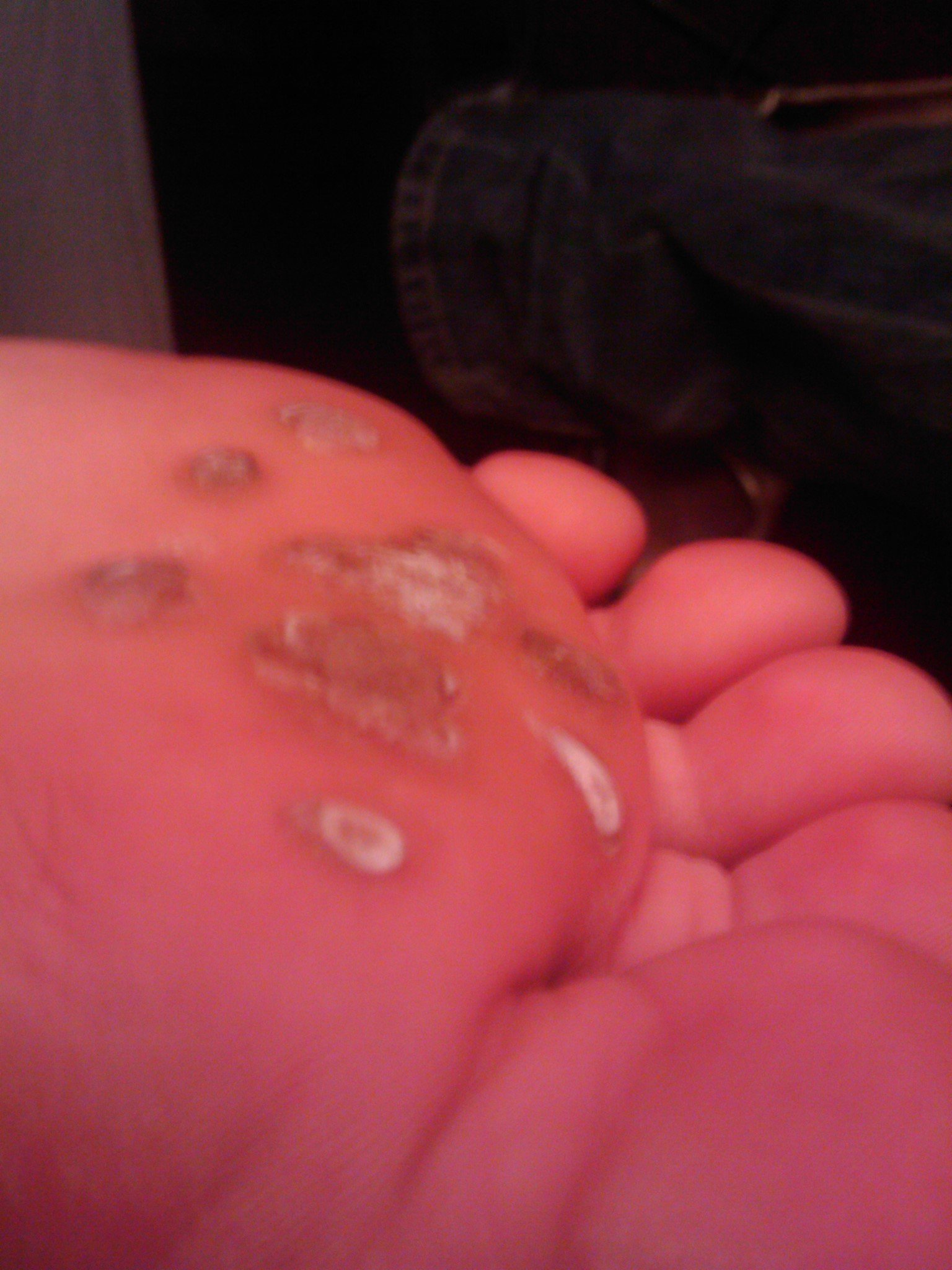
Подошвенные бородавки — мозаичный кластер

Признаком болезни является поражение подошвенной поверхности стопы, характеризующееся твёрдыми и грубыми папулами, разрушающими папиллярные узоры (которые обычно напоминают цветную капусту). Множественные повреждения сливаются в мозаичные бляшки. Поражение может иметь явственный жёлтый цвет и причинять боль при ходьбе. При вскрытии поражения (в отличие от других поражений кожи) могут обнаруживаться маленькие чёрные точки, представляющие собой тромбированные капилляры (петехии), которые могут кровоточить. Подошвенные бородавки могут возникать в любом месте на подошвенной поверхности стопы, но, как правило, расположены в точках наибольшего давления, таких как пятки, подушечки стоп и пальцев. Подошвенные бородавки часто похожи на мозоли или ороговение, но их легко отличить при близком рассмотрении папиллярных узоров на коже, которые обходят бородавки. Если повреждение не является бородавкой, то ДНК клеток не изменяется, и борозды продолжают появляться на верхнем слое. Также подошвенные бородавки обычно болят при сжатии повреждения, а не при прямом давлении (этим они отличаются от мозолей, которые обычно болят при прямом давлении).

## Лечение
Подошвенные бородавки более трудноизлечимы по сравнению с обычными бородавками. Существует несколько методов борьбы с подошвенными бородавками.
- Лечение первого уровня: кератолиз — отшелушивание мертвых клеток кожи при помощи кератолитических веществ, таких как салициловая или трихлоруксусная кислота.
- Лечение второго уровня: криохирургия, внутриочаговая иммунотерапия или терапия импульсным лазером на красителях.
- Лечение третьего уровня: блеомицин, хирургическое удаление.

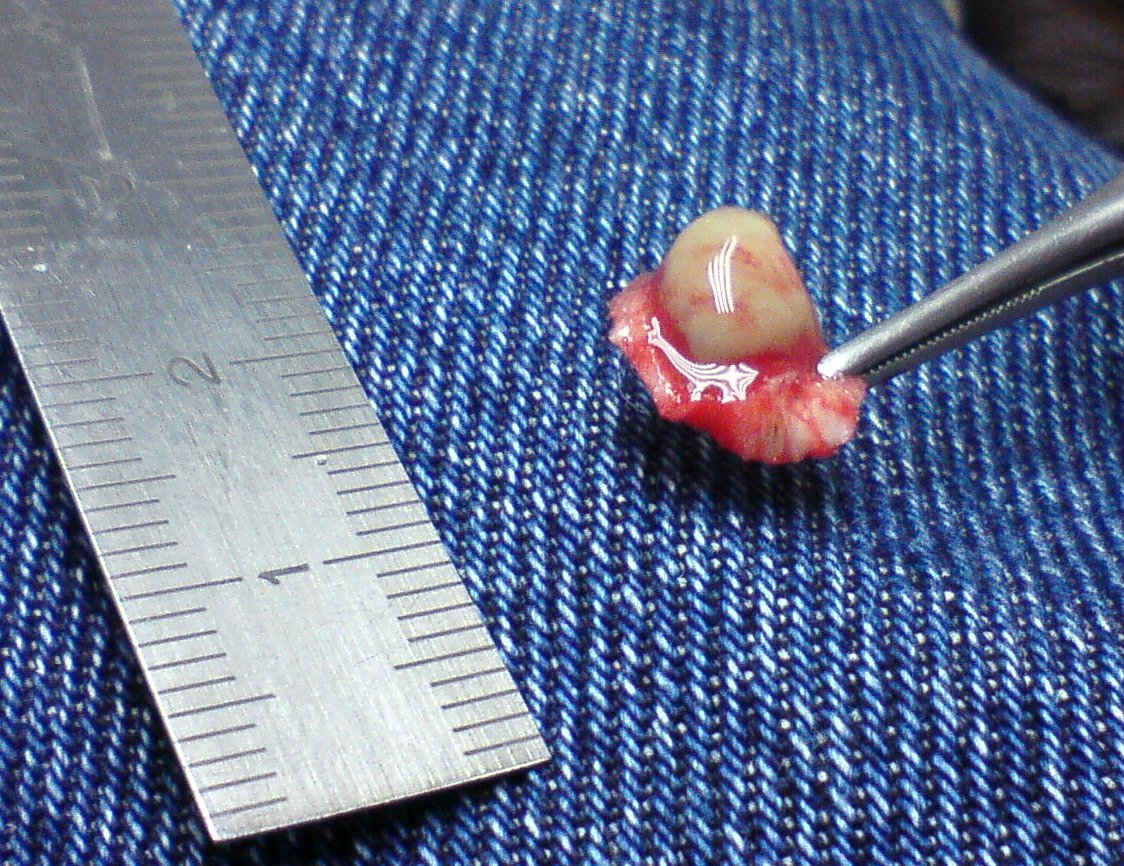
Хирургически удалённая подошвенная бородавка

В качестве начального лечения часто используется салициловая кислота, которая является широкодоступным средством и может использоваться пациентом до обращения за профессиональной помощью. Рекомендуется следующий порядок применения: ежедневное вымачивание ног в тёплой воде в течение 5-10 минут, сушка, санация гиперкератотической ткани пемзой, с последующим нанесением салициловой кислоты и наложением окклюзионной повязки или пластыря. Верхний слой поражения обязательно должен ежедневно удаляться пемзой для облегчения впитывания лекарства. Наиболее важным условием терапии является соблюдение режима лечения пациентом. Ежедневное применение салициловой кислоты в течение 12 недель приводит к полному удалению бородавок в 10-15 % случаев.
В качестве местного средства может применяться 0,7 % раствор кантаридина, который наносится на высушенные подошвенные бородавки на 24 часа, лечение повторяется каждые 1-3 недели до разрушения бородавок. В России зарегистрированные препараты на основе кантаридина отсутствуют, в некоторых других странах они доступны только по рецепту.
Другим распространенным методом лечения подошвенных бородавок является криотерапия. В данном случае жидкий азот, который имеет температуру −196°С, используется для замораживания их внутренней клеточной структуры, разрушая живую ткань. Время заморозки подбирается таким образом, пока вокруг бородавки не появится белый ореол около 1-2 мм (при дальнейшем увеличении замороженной области боль и образование волдырей усиливаются). Процедура, как правило, повторяется каждые 2-3 недели, может потребоваться до трех сеансов.
Есть несколько вариантов иммунотерапии для лечения подошвенных бородавок. Одним из них является имиквимод — иммуномодулятор, стимулирующий выработку интерферона-альфа и других цитокинов. Имиквимод в виде крема наносится на предварительно обработанную область поражения три раза в неделю.
Современные исследования показывают эффективность и таких иммунотерапевтических средств для лечения подошвенных бородавок, как внутриочаговые инъекции антигенов (антигены свинки, кандидоза или трихофитина). Такие инъекции могут запустить реакцию иммунной системы носителя на вирус, ставший причиной появления бородавки. Несмотря на то, что никаких рандомизированных контролируемых исследований для оценки эффективности этих антигенов в лечении подошвенных бородавок пока не проводилось, подобное лечение может быть полезным для пациентов с поражениями, устойчивыми к иным методам лечения.
Ещё одним иммунотерапевтическим средством является флюороурацил в виде 5 % крема (например крем под торговой маркой Efudix™, производитель Meda AB) который недавно был признан эффективным в лечении подошвенных бородавок по результатам рандомизированного контролируемого исследования, в ходе которого пациенты наносили фторурацил дважды в день под окклюзионную повязку с регулярной санацией повреждений.

## Прогноз
Большинство подошвенных бородавок в конечном счёте проходят сами в период от нескольких месяцев до нескольких лет, но если они вызывают дискомфорт, они могут подвергаться лечению или удалению хирургическим путём. Разрешение подошвенных бородавок определяется по восстановлению нормального папиллярного узора.

## Профилактика
Необходимо соблюдать должный уровень гигиены ног. Нельзя ходить босиком в общественных санузлах и раздевалках, необходимо носить соответствующую обувь, такую как тапочки для душа или сандалии (при ходьбе по грязной земле), чтобы избежать прямого контакта загрязнённых поверхностей с кожей, насколько это возможно. Не следует делиться обувью и носками, надо также избегать прямого контакта с бородавками на других частях тела или других людях.
Поскольку бородавки заразны, необходимо соблюдать меры предосторожности, чтобы предотвратить их распространение. Любую вещь, которая вступает в контакт с подошвенными бородавками, например, носки или полотенца, следует тщательно стирать горячей водой с мылом для того, чтобы предотвратить распространение инфекции.